# Becherhaus
Das Becherhaus (ital. Rifugio Gino Biasi) ist eine Berghütte über dem Übeltalferner auf dem Gipfel des Becher, einer Erhebung im Südgrat des Wilden Freigers (3418 m s.l.m.), in den Stubaier Alpen, Südtirol. Sie liegt auf einer Höhe von 3195 m s.l.m. und ist von Ridnaun in Südtirol in etwa 7 Stunden zu erreichen.
Die Hütte bietet Platz für etwa 100 Personen und besitzt mit der denkmalgeschützten Kapelle „Maria im Schnee“ eines der höchstgelegenen Marienheiligtümer der Alpen (siehe Rocciamelone). Das Becherhaus ist die höchstgelegene Hütte Südtirols.

## Geschichte
Der Gipfel des Becher wurde am 23. August 1886 von C. Langbein mit D. und J. Pfurtscheller ersterstiegen. Sechs Jahre später, als Karl Arnold, der Vorsitzende der Sektion Hannover des DÖAV, erstmals auf dem Gipfel stand, wurde die Idee eines Schutzhauses auf dem Becherfelsen geboren. Das Vorhaben wurde vom DÖAV unterstützt, doch keine der 118 Sektionen des Alpenvereins traute sich dieses gewagte Projekt zu. Nicht zuletzt aufgrund der Überzeugungskraft Arnolds beschloss die Sektion Hannover im Januar 1893 dann doch, den Bau selbst in Angriff zu nehmen.
Mit der Namensgebung, ursprünglich hieß das Becherhaus „Kaiserin-Elisabeth-Schutzhaus“, wollte sich der DÖAV bei den preußischen und böhmischen Sektionen für ihre Unterstützung bedanken. Die wichtigsten Personen während der Bauphase waren der Ridnauner Gastwirt Stefan Haller, der vor allem den Materialtransport organisierte, und der Pflerscher Zimmermeister Johann Kelderer, der die Hütte konstruierte. Die eigentliche Bauphase begann im März 1894. Trotz eines Wintereinbruchs gelang es, das Schutzhaus im August fertigzustellen. Die Eröffnung schließlich erfolgte am 18. des Monats, dem Geburtstag von Kaiser Franz Joseph I.
In den Jahren 1900 und 1910 wurde die Hütte erweitert. 1922 wurde die Sektion Hannover vom italienischen Staat enteignet, bis 1979 war das Schutzhaus militärisch besetzt. In den Jahren 1987 und 1989 wurde die Hütte umgebaut, erweitert und in der Folge durch die Sektion Verona des Club Alpino Italiano betrieben.
Zusammen mit 24 weiteren vom Staat enteigneten Schutzhütten ging das Becherhaus 1999 in das Eigentum der Autonomen Provinz Bozen – Südtirol über; mit Jahresende 2010 lief die Konzession zu deren Führung durch den CAI aus. Seit 2015 wird das Land Südtirol bei der Verwaltung der Hütte (Vergabe an Pächter, Überwachung der Führung, Sanierungsmaßnahmen) durch eine paritätische Kommission unterstützt, in der neben der öffentlichen Hand auch der AVS und der CAI vertreten sind.
In den Jahren 2020 und 2021 wurde die Hütte generalsaniert.

## Touren

### Gipfeltouren
Touren vom Becherhaus können u. a. zur Sonklarspitze, zum Botzer, Wilden Freiger, Wilden Pfaff und zum Zuckerhütl unternommen werden.

### Übergänge
Übergänge sind möglich zur Müllerhütte, Sulzenauhütte, Dresdner Hütte, Nürnberger Hütte, Hildesheimer Hütte, Siegerlandhütte, Teplitzer Hütte und Magdeburger Hütte.

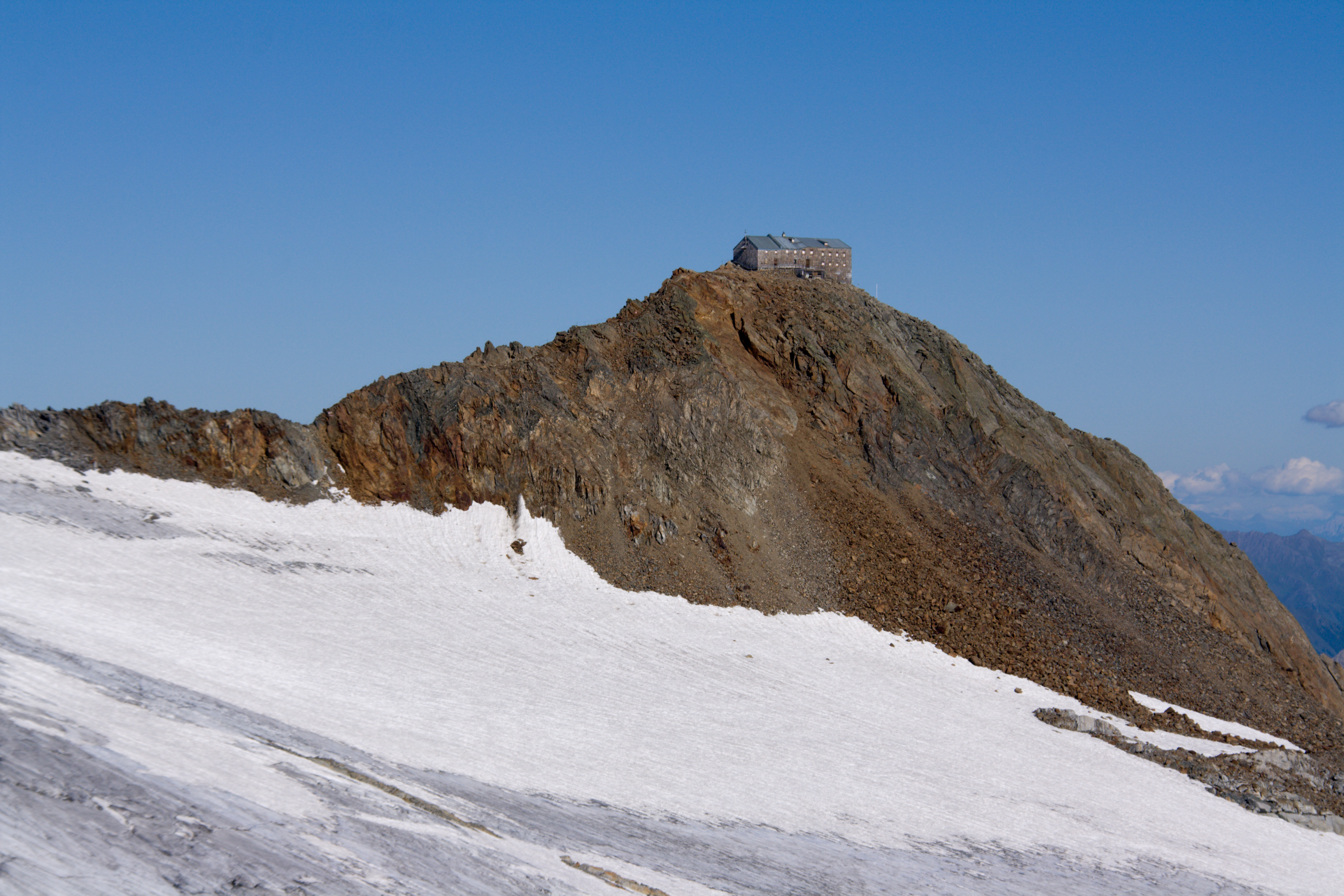
Blick zum Becherhaus

## Karten und Literatur
- E. Chambon: Drei Tage auf Fels und Firn. In: Der Alpenfreund. Illustrierte Touristen-Zeitschrift für das Alpengebiet, Heft 2/1896, (VI. Jahrgang), S. 17–21. (online bei ANNO).
- Das Kaiserin Elisabeth-Schutzhaus. In: Der Alpenfreund. Illustrierte Touristen-Zeitschrift für das Alpengebiet, Heft 4/1896, (VI. Jahrgang), S. 42–43. (online bei ANNO).
- Franco Lucchese (Text), Alberto Perini (Text), Club Alpino Italiano Sezione di Verona (Red.): Una cima, un rifugio, una storia. 1894–1994. I cento anni del rifugio al Bicchiere. Paralleltitel: Ein Gipfel, ein Schutzhaus, eine Geschichte. Grafiche P2, Verona 1995, OBV.
- Dieter Seibert: Leichte 3000er. Die 99 schönsten Touren mit Weg. Bruckmann Verlag, München 2008, ISBN 978-3-7654-5011-2.
- Walter Klier, Heinrich Klier (Begr.): Stubaier Alpen alpin. Alpenvereinsführer für Hochalpenwanderer und Bergsteiger, verfaßt nach den Richtlinien der UIAA. 12., neu bearbeitete Auflage. Bergverlag Rudolf Rother, München 2002, ISBN 3-7633-1271-4.
- G(erhart) Moser: Hochstubai. Alpenvereinskarte, Blatt 31/1, 1:25.000. Freytag-Berndt und Artaria, Wien 2005, ISBN 3-928777-08-4.
- Maximilian Dünsser, Manuel Wukowitsch: Das neue Becherhaus. Masterarbeit. Universität Innsbruck, Innsbruck 2016, OBV.
- Florian Trojer: Das Wolkenhaus. In: Berge erleben – Das Magazin des Alpenvereins Südtirol. Nr. 3, 2019, S. 50–52.